# Мезоамериканские пирамиды
Мезоамериканские пирамиды или пирамидальные структуры являются важной частью древней мезоамериканской архитектуры. Эти структуры, как правило являются ступенчатыми пирамидами с храмами на вершине, они больше похожи на зиккураты Месопотамии, чем на пирамиды древнего Египта. Самая большая пирамида мезоамерики, Великая пирамида Чолулы, самая большая по объёму в мире.
Созданием этих пирамид в разное время занимались разные народы и этносы. Ниже коротко описан их вклад.

## Ацтеки
Ацтеки — народ с богатой мифологией и культурным наследием, доминировали в центральной Мексике в XIV, XV и XVI столетиях.
Их столица Теночтитлан, что на берегу озера Тескоко, находится на месте современного Мехико. Они были связаны с предыдущими культурами в бассейне Мексики, такими как культура Теотиуакана, стиль строений которых они переняли и адаптировали.
- Малиналько
- Темпло Майор

## Майя

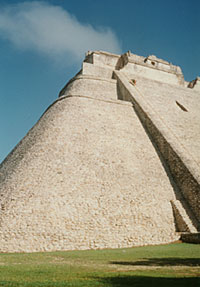
Ушмаль

Майя — народ, который жил на юге Мексики и севере Центральной Америки (Гватемала, Белиз, Гондурас, запад и крайний север Сальвадора) с историей в 3000 лет. Археологические данные показывают, что майя начали строить церемониальные архитектурные сооружения приблизительно 3000 лет назад. Самые ранние памятники состояли из простых курганов. Пирамиды Майя складываются из резных блоков камня, представляя собой ступенчатую конструкцию. Многие из этих структур на верхних площадках заканчиваются ритуальными сооружениями. Майянские пирамидальные структуры также служили местом захоронения для сильных правителей. Они встречаются в разнообразных формах и с разными функциями, имеют ряд религиозных отличий.
- Алтун-Ха
- Калакмуль
- Караколь
- Комалькалько
- Копан
- Чичен-Ица
- Эль-Мирадор
  - Ла-Данта — самый большой храм майя. Достигает 79 метров (259 футов) в высоту и объёма 2800000 кубометров, одна из самых больших пирамид в мире.
  - Эль Тигре
  - Лос-Монос
- Ламанай
- Паленке: Храм надписей
- Тикаль: Храм I; Храм II; Храм III; Храм IV; Храм V

- Ушмаль
- Нохмул

## Тараски
Тараски были доколумбовой культурой, которая находилась в современном мексиканском штате Мичоакан. Сейчас регион населен потомками пурепеча. Архитектура тарасков отличается «Т»-подобными ступенчатыми пирамидами, известными как яката.
- Цинцунцан

## Теотиуакан

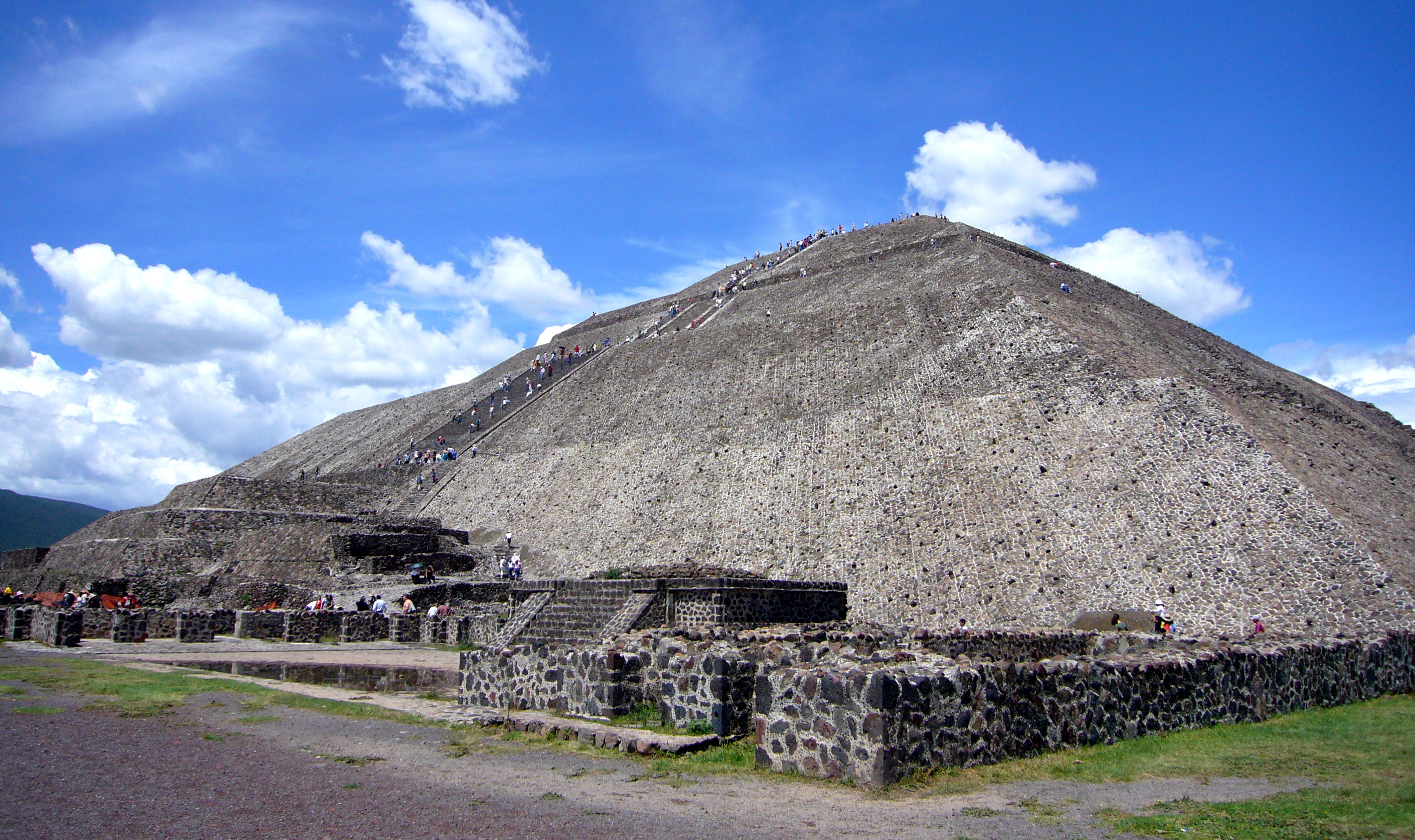
Пирамида Солнца

Цивилизация Теотиуакан существовала приблизительно с 300 г. до н. э. до 500 года н. э., включала большую часть Мезоамерики. Культура Теотиуакан пришла в упадок около 550 года и продолжалась в нескольких великих городах-государствах, таких как Шочикалько (жители которой были, вероятно, из народа Матлацинка), Чолула (жители которой, вероятно, были Ото-Манги), а позднее город Тула (который, как традиционно считается, был построен тольтеками).
- Эль-Кастильо и Храм преосвященных в Чиче́н-Ица́
- Пирамида Солнца, Пирамида Луны и Храм Пернатого Змея в Теотиуакане.
- Шочикалько
- Тула
- Талуд-таблеро (англ. Talud-tablero)

## Классическая культура Веракрус
Самая известная пирамида классической культуры Веракрус, Пирамида Ниш в Эль-Тахин, меньше, чем у их соседей и преемников, но более сложная.
- Эль-Тахин

## Сапотеки
Сапотеки были одной из самых ранних мезоамериканских культур и правили регионом долины Оахака с начала первого тысячелетия до н. э. до 14 столетия.
- Монте-Альбан
- Митла

## Ольмеки
- Большая пирамида Ла-Венты

## Другие народы
Остальные исторические местности южной Мезоамерики, созданные культурами, этническая принадлежность которых нам неизвестна:

### Альтависта

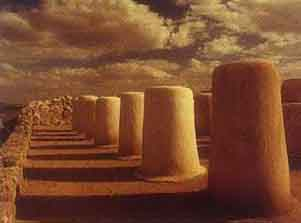
Чальчиутес

Этот астрономический и церемониальный центр был создан культурой Чальчиутес. Эта зона считается важным археологическим центром. Главные достопримечательности: Лунная площадь, Пирамида Обета (англ. The Votive Pyramid), Лестница Гамио' и Лабиринт. В лабиринте вы можете оценить высокую точность определения равноденствий и времен года.

## Ла Квемада
Большое количество строений были построены на искусственных террасах по склонам холма. Материалы, использованные здесь, включают плиты из камней и глины. Важнейшими структурами являются: Колонный зал, Площадка для игры в мяч (англ. The Ball Court), Пирамиды Обета, Дворец с бараками. На самой высокой части горы находится Крепость. Этот объект состоит из небольшой пирамиды и платформы, ограниченной стеной, которая составляет больше 800 м в длину и до шести футов в высоту. Ла Квемада (англ. La Quemada) был основан в период с 800 до 1200 года. Его основатели и жители не были точно определены, однако, вероятно, принадлежали либо к чальчиутской (англ. Chalchihuites) культуре либо к культуре соседних Малпасо.